# Karaśnia
Karaśnia – jezioro położone na Pojezierzu Kujawskim, w województwie kujawsko-pomorskim, powiecie włocławskim, w gminie Izbica Kujawska.

## Charakterystyka
Jezioro położone jest w pobliżu wsi Błenna, Śmieły oraz Dębianki, w odległości ok. 10 km od Izbicy Kujawskiej. Brzegi jeziora porośnięte są trzciną, pałką oraz tatarakiem. W jeziorze występują następujące gatunki ryb drapieżnych: węgorz, szczupak, sandacz, okoń oraz miętus, a także gatunki ryb spokojnego żeru: leszcz, lin, karaś, karp, krąp, płoć i wzdręga.